# Elaeagnus calcarea
Elaeagnus calcarea — вид квіткових рослин з родини маслинкових (Elaeagnaceae). Поширення: Китай (Гуйчжоу).

## Середовище
Населяє вапнякові пагорби; на висотах 800–900 метрів.

## Біоморфологічна характеристика
Це напіввічнозелений кущ заввишки ≈ 2 м. Колючки відсутні; молоді гілки густо зірчасто іржаво волосисті. Ніжка листка 6–8 мм, зірчасто іржаво волосата; листкова пластинка еліптична, 6–9 × 3–3.5 см, знизу густо зірчасто-волосата, особливо на жилках, білі луски в молодому віці, пізніше вони втрачаються, зверху густо біло зірчасто волосаті в молодому віці, пізніше голі, бічних жилок 6 або 7 з кожного боку середньої жилки, підняті знизу та вдавлені зверху, основа широко клиноподібна до майже округлої, край цілокраї, верхівка загострена. Квіти зібрані в кластери по 7–10 штук на дуже редукованих пагонах у пазухах листків на довгих пагонах. Квітконіжка ≈ 2 мм, зі щільними лусками іржавого кольору. Квіти ≈ 8 мм загалом. Трубка чашечки трубчаста, 4-ребриста, ≈ 5 × 3 мм, зовні зі щільними іржаво-коричневими або сріблястими лусками, всередині гола; частки овально-трикутні, ≈ 3 × 3.5 мм. Цвітіння: квітень.